# شورت تایپ ۸۲۷
شورت تایپ ۸۲۷ (به انگلیسی: Short Type 827) یک هواگرد ملخ‌پیشین تک‌موتوره از نوع شناسایی  ساخت شرکت برادران شورت است. هواگرد شورت تایپ ۸۲۷ نخستین پروازش را در ۱۹۱۴ میلادی انجام داد. در مجموع، تعداد ۱۰۸ فروند از این هواگرد ساخته شده‌است.